# تانر ديتريخ
تانر ديتريخ (بالإنجليزية: Tanner Dieterich) هو لاعب كرة قدم أمريكي في مركز الدفاع، ولد في 4 مايو 1998 في ناشفيل في الولايات المتحدة. لعب مع Clemson Tigers men's soccer ‏.

## وصلات خارجية
- تانر ديتريخ على موقع الدوري الأمريكي (الإنجليزية)
- تانر ديتريخ على موقع قاعدة بيانات كرة القدم.إي يو (الإنجليزية)
- تانر ديتريخ على موقع Soccerway.com (الإنجليزية)